# Pavlo Olehovics Lukjancsuk
Pavlo Olehovics Lukjancsuk (ukránul: Павло Олегович Лук'янчук ; Zaporizzsja, 1996. május 19. –) ukrán utánpótlás-válogatott labdarúgó.

## Pályafutása

### Klubcsapatokban
Lukjancsuk a Dinamo Kijiv akadémiáján nevelkedett, 2013 és 2018 között volt tagja a felnőtt keretnek, azonban pályára nem lépett. 2018 nyarán szerződtette őt a magyar elsőosztályú Kisvárda FC csapata

### Válogatottban
Többszörös ukrán utánpótlás-válogatott labdarúgó, csapatkapitánya volt az U17-es, U18-as, U19-es és U21-es válogatottaknak is. Az ukrán válogatott tagjaként részt vett a 2013-as U17-es, valamint a 2014-es és 2015-ös U19-es Európa-bajnokságokon is. 2017 őszén Andrij Sevcsenko szövetségi kapitány meghívta őt a koszovói válogatott elleni vb-selejtező mérkőzésre készülő felnőtt keretbe, valamint 2018 nyarán a Marokkó és Albánia elleni felkészülési mérkőzések kereteibe is, habár nem lépett pályára egyik mérkőzésen sem.